# Скампітелла
Скампітелла (італ. Scampitella) — муніципалітет в Італії, у регіоні Кампанія,  провінція Авелліно.
Скампітелла розташована на відстані близько 250 км на схід від Рима, 95 км на схід від Неаполя, 50 км на північний схід від Авелліно.
Населення — 1258 осіб (2014).
Щорічний фестиваль відбувається 9 травня. Покровитель — святий Архангел Михаїл.

## Демографія
Населення за роками:

Станом на 1 січня 2023 року в муніципалітеті офіційно проживали 24 іноземці з 6 країн, серед них 17 громадян країн Євросоюзу та 3 громадяни України.

## Сусідні муніципалітети
- Анцано-ді-Пулья
- Бізачча
- Лачедонія
- Сант'Агата-ді-Пулья
- Тревіко
- Валлата
- Валлезаккарда